# Boženka Čotar
Boženka Čotar, slovenska redovnica in glasbena pedagoginja, * 9. november 1946, Tabor, Nova Gorica.

## Življenje in delo
Boženka Čotar (sestra Boža) je osnovno šolo obiskovala v rojstnem kraju. Leta 1964 je vstopila v red šolskih sester de Notre Dame ter po noviciatu v gradu Struga pri Novem mestu 6. februarja 1973 opravila prve zaobljube, večne pa 23. julija 1978. V letih 1969-1971 je na Teološki fakulteti v Ljubljani opravila tečaj verouka. Glasbeno se je izobraževala na Srednji glasbeni in baletni šoli v Ljubljani in leta 1969 končala šolanje na teoretsko-pedagoškem oddelku pri prof. Zvonimirju Cigliču. Isto leto se je vpisala na Akademijo za glasbo v Ljubljani, kjer je študirala na oddelku glasbene pedagogike in 1971 zaključila prvo stopnjo. Leta 1976 je študij na ljubljanski Akademiji za glasbo nadaljevala pri prof. Hubertu Bergantu in 10. junija 1980 diplomirala. Kot organist se je kasneje še dodatno izpopolnjevala tudi v tujini.
V času šolanja na srednji glasbeni šoli je bila organistka v Župniji Ljubljana - Rudnik in Župniji Ljubljana - Barje, od 1973 do 1976 pa organistka v stolnici Marijinega vnebovzetja v Kopru. Leta 1976, ko je prišla v Ljubljano, pa je pričela poučevati na Orglarskem tečaju, najprej klavir, kasneje pa tudi orgle in vokalno tehniko, klavir in vokalno tehniko je od 1980 poučevala tudi na Bogoslovnem semenišču v Ljubljani.